# Spoorlijn 11
Spoorlijn 11 is een Belgische spoorlijn in de haven van Antwerpen. De spoorlijn wordt enkel gebruikt voor het goederenvervoer. Spoorlijn 11 is deel van de Montzenroute tussen de Antwerpse haven en Duitsland.

## Geschiedenis
De spoorlijn werd op 2 juni 1995 geopend.
De sectie Y Schijn tot Y Stabroek is geëlektrificeerd. De maximumsnelheid bedraagt er 60 km/u. De sectie Y Stabroek tot Noordland is niet geëlektrificeerd. De maximumsnelheid bedraagt er 90 km/u.

## Traject
1

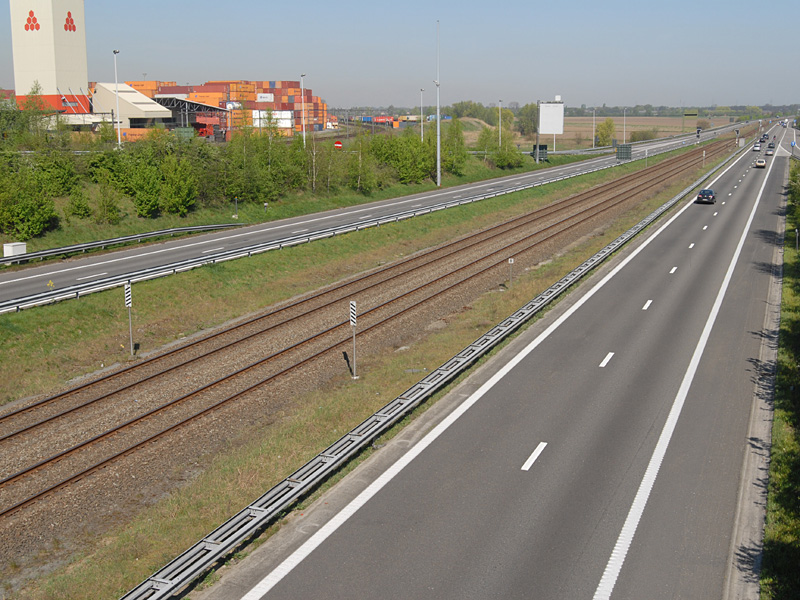
Tussen Stabroek en Noordland ligt spoorlijn 11 op de middenberm van de A12 autosnelweg tussen Antwerpen en Bergen op Zoom

De spoorlijn takt af van spoorlijn 27A ter hoogte van de Schijn juist voorbij de voormalige spoorweghalte Leugenberg, loopt helemaal door de noordelijke bundels van het vormingsstation Antwerpen-Noord en dan langs de Hoge Maai tot aan de A12 (Y Stabroek). Vanaf Stabroek tot Zandvliet loopt de spoorlijn over de middenberm van de autosnelweg. Eindhalte is het goederenstation Noordland ten noorden van de kern Zandvliet in het uiterste noorden van de Haven van Antwerpen. Via de Noordlandbrug wordt via de aftakking spoorlijn 223 het Schelde-Rijnkanaal overbrugd.

## Toekomst
Er zijn plannen om de spoorlijn vanaf het Noordland door te trekken naar het voormalige station Woensdrecht in Nederland, om zo verder via staatslijn F (Zeeuws-Brabantse Lijn) over station Bergen op Zoom en station Roosendaal het goederenvervoer vanuit Antwerpen naar Nederland te spreiden over spoorlijn 11 en spoorlijn 12.
Verder zijn er plannen om op termijn ook op deze lijn reizigersvervoer toe te laten met tussenstations te Leugenberg, Oorderen-Hoevenen (het huidige station Antwerpen-Haven), de Belgische gemeente Stabroek, het Antwerpse district Berendrecht-Zandvliet-Lillo (o.a. het station Noordland) en mogelijk de Nederlandse gemeente Woensdrecht (o.a. een station bij Ossendrecht en Woensdrecht).
Anno 2019 is het echter hoogst onduidelijk of beide plannen nog actueel zijn.
In 2023 kondigde spoorwegbeheerder Infrabel aan de spoorlijn te verdubbelen en volledig te elektrificeren. Dit voor een totale kost van €30 miljoen euro.

## Aansluitingen
In de volgende plaatsen is of was er een aansluiting op de volgende spoorlijnen:
Y Schijn
Spoorlijn 27A tussen Hoboken-Kapelstraat en Bundel Rhodesië
Y Walenhoek
Spoorlijn 10 tussen Y Zwijndrecht Fort en Y Walenhoek
Spoorlijn 223 tussen Antwerpen-Noord en Bundel Noordland
Y Stabroek
Spoorlijn 11A tussen Y Blauwhof en Bundel Zandvliet
Bundel Noordland
Spoorlijn 223 tussen Antwerpen-Noord en Bundel Noordland

## Verbindingsspoor
11/1: Y Walenhoek (lijn 11) - Antwerpen-Noord Blok 10 (lijn 223, 226)